# De grauwe razer
Heer Bommel en de grauwe razer of kortweg De grauwe razer is het 101ste verhaal uit de Bommelsaga, geschreven en getekend door Marten Toonder. Het verhaal verscheen voor het eerst op 31 oktober 1962 en liep tot 4 februari 1963. Het verhaal draait om jeugd en opvoeding.

## Het verhaal
Heer Bommel en Tom Poes belandem met de Oude Schicht in De Zwarte Bergen op onbekend terrein, omdat heer Bommel de verkeerde kaart had meegenomen. Er huist een woest roversvolk in de diepe kloven en ravijnen. De spelonken worden bevolkt door allerlei levensvormen en de bergtoppen zijn bekroond met bouwsels, die onzalige gedrochten huisvesten. Een kasteel boven de Knekelkloof wordt nu bewoond door de grauwe razer. Overdag bezoeken ze de ruïne. De razer heeft van zijn voorouders een onaangenaam uiterlijk en stuitende manieren geërfd. Een oude kraai is hem door zijn vader nagelaten. Het beest heeft een opvallend vocabulaire, zoals "krotenkoker", "puingruwel", "halfsleet", "krothuis", "stuk repel".
De twee vrienden worden onder het schelden van de kraai door de grauwe razer met grof geweld uit zijn huis gejaagd. Heer Ollie is zo boos dat hij een rotsblok van zijn plaats stoot dat de hele rotspiek met het kasteel ondersteunt, met alle gevolgen van dien. De ontroostbare huilende razer is nu huis en haard kwijt en heeft daarbij veel last van het daglicht. Tom Poes wil slechts snel vluchten in de Oude Schicht, maar heer Bommel voelt zich verantwoordelijk voor de ontheemde grauwe razer. Heer Ollie toont ondanks de indringende waarschuwingen van Tom Poes mededogen en neemt de razer achter op de Oude Schicht met een deken over hem mee. De meevliegende kraai begeleidt de auto naar slot Bommelstein. Heer Bommel wil persoonlijk de opvoeding ter hand te nemen.
De razer is helemaal in zijn element in het schemerige slot Bommelstein en al gauw is het er een ravage. Joost en Heer Bommel lijden onder het schrikbewind van de kraai en de razer. Hierna trachten heer Bommel en Tom Poes ieder op eigen wijze om de razer een beetje op te voeden. Dat lukt wel een beetje, maar uiteindelijk wordt ook door de overheid besloten: het verstandigst is om hem met rust te laten in de oude gevangenis waar hij ingetrokken is.

## Voetnoot
1. ↑  Het verhaal neemt de verschillende behandelwijzen van moeilijk opvoedbare individuen en de daarbij ontstane tegengestelde belangen op de hak.
2. ↑  Op de website https://www.delpher.nl/nl/kranten zijn 73 afleveringen terug te vinden. Gearchiveerd op 27 mei 2023.
3. ↑  Zie het eerdere verhaal: De bergmensen
4. ↑  In De Volledige Werken worden de stripstroken 5759 t/m 5762 geschrapt. Er is een controle bij de grenspost Priobol. Door het gescheld van de kraai worden de grensbewakers door de grauwe razer teruggejaagd in hun kantoorgebouw. Tom Poes moedigt heer Bommel aan nu snel weg te rijden. Onderweg maken ze samen ruzie over de gevolgen van het incident, omdat het kenteken wel zal zijn doorgegeven aan de politie. Maar heer Bommel blijft vastbesloten de grauwe razer, die weer achter op de Oude Schicht zit, een kans te geven.

## Hoorspel
- De grauwe razer in het Bommelhoorspel